# La Calera (Kolumbien)
La Calera ist eine Gemeinde (municipio) im Departamento Cundinamarca in Kolumbien, die zur Metropolregion Bogotá gehört.

## Geographie
La Calera liegt in Cundinamarca in der Provinz Guavio auf einer Höhe von ungefähr 2700 Metern 18 km nordöstlich von Bogotá. Die Gemeinde grenzt im Süden an Bogotá (Stadtbezirk Chapinero) und Choachí, im Norden an Guasca, Sopó und Chía, im Osten an Guasca und im Westen an Bogotá (Stadtbezirke Usaquén und Chapinero). Durch die Gemeinde fließt der Fluss Río Teusacá.

## Bevölkerung
Die Gemeinde La Calera hat 28.908 Einwohner, von denen 12.629 im städtischen Teil (cabecera municipal) der Gemeinde leben (Stand: 2019).

## Geschichte
Der indigene Name für La Calera war Teusacá. In der spanischen Kolonialzeit gab es bald eine Hazienda unter dem aktuellen Namen an der Stelle, wo sich heute der Ort befindet. Das Dorf selbst wurde 1772 von Pedro de Tovar y Buendía gegründet, dem Besitzer der Hacienda. Der Name La Calera kommt von den nahegelegenen Kalksteinmienen.

## Tourismus
Das wichtigste touristische Ziel in La Calera ist ein Aussichtspunkt, von dem aus man über Bogotá schauen kann. Es gibt allerdings auch Ökotourismus und Extremsportangebote. Zudem ist La Calera wegen seiner Restaurants und Diskotheken ein beliebtes Ausflugsziel für die Bewohner von Bogotá.